# 21 de junio
El 21 de junio es el 172.º (centésimo septuagésimo segundo) día del año en el calendario gregoriano y el 173.º en los años bisiestos. Quedan 193 días para finalizar el año.

## Acontecimientos
- 217 a. C.: a unos 70 km al oeste del lago Trasimeno (centro de Italia) a las 11:00 aprox. (hora local) sucede un terremoto de magnitud 6,5 en la escala sismológica de Richter. Sucedió durante la masacre del lago Trasimeno, en que el general cartaginés Aníbal aniquiló al ejército romano. El historiador Tito Livio (en Ab urbe condita, 22.5) declaró: «Con una conmoción horrible, [el sismo] niveló montañas, modificó el curso de ríos, y derrumbó grandes zonas de muchas de las ciudades de Italia».[1]
- 524: en la batalla de Vézeronce, Gundomar (rey de los burgundios) derrota a los francos.
- 1483: en España, con el fin de sitiar Granada, se instala por primera vez el campamento cristiano en el paraje nombrado Ojos de Huecar, más tarde llamada ciudad de Santa Fe.
- 1582: en Kioto (Japón) sucede el Incidente de Honnōji.
- 1621: en Praga ―como consecuencia de la batalla de la Montaña Blanca― se ejecuta a 27 nobles checos.
- 1665: en Canadá, los primeros soldados del Regimiento de Carignan-Salières llegan a Quebec para invadir los territorios de los iroqueses.
- 1788: en los Estados Unidos, Nuevo Hampshire se convierte en el estado número 9.
- 1791: en Varennes-en-Argonne (Francia) el rey Luis XVI es detenido durante su huida del país.
- 1798: en la batalla de Vinegar Hill, las tropas británicas derrotan a los irlandeses.
- 1813: en el marco de la Guerra de la Independencia Española, se libra la batalla de Vitoria.
- 1813: en el Alto Perú (ahora Bolivia), el Ejército del Norte al mando del abogado Manuel Belgrano, continúa su marcha hacia el norte, y toma la ciudad de Potosí.
- 1824: en el Mar Egeo ―en la Guerra de la Independencia griega― las fuerzas egipcias capturan la ciudad de Psara.
- 1825: en la provincia de Andahuaylas (Perú) el general argentino José de San Martín crea el distrito de San Jerónimo.
- 1831: Cyrus McCormick inventa la segadora.
- 1867: acontece la victoria de las armas republicanas sobre el Segundo Imperio Mexicano cuando los últimos defensores del régimen monárquico en la Ciudad de México hacen ondear una bandera blanca en la catedral.
- 1887: en Londres, la reina Victoria del Reino Unido festeja su Jubileo de Oro.
- 1889: a las 3:00 a. m., desde la ventana hacia el este de su cuarto en el asilo de lunáticos de la localidad de Saint-Rémy-de-Provence, 88 km al noroeste de Marsella (Francia), el pintor neerlandés Vincent van Gogh (36) empieza a bocetar su cuadro al óleo La noche estrellada. (La fecha y hora exacta fue determinada en 2025 por el astrofísico Neil deGrasse Tyson, basándose en la posición de la Luna, Venus y otras estrellas).
- 1898: en el océano Pacífico, Estados Unidos invade la isla de Guam y la convierte en territorio estadounidense.
- 1903: en la isla de Sicilia (Italia) un terremoto de magnitud 8,4 en la escala sismológica de Richter deja 60 000 víctimas.
- 1916: en la batalla de El Carrizal, los mexicanos vencen a los estadounidenses (que habían entrado en México durante la Expedición Punitiva para castigar a Pancho Villa.
- 1918: en la ciudad de Córdoba (Argentina), los jóvenes estudiantes del movimiento de reforma universitaria de la Universidad de Córdoba hacen público el Manifiesto liminar, que se convertiría en documento básico de todo el movimiento extendiéndose por toda América Latina.
- 1919: en Scapa Flow, en las islas Orcadas, el almirante Ludwig von Reuter ordena hundir la flota alemana para evitar su reparto entre los vencedores.
- 1923: en El Salvador, entre ayer y hoy se registran graves inundaciones.[2]
- 1926: en Tarrazú (Costa Rica) se funda el club de fútbol Orión F. C., equipo de la primera división de Costa Rica.
- 1928: en Mar del Plata (Argentina) se funda el Club Atlético Alvarado, equipo de la tercera división del fútbol argentino
- 1929: en la Ciudad de México se firman los acuerdos que ratifican el final de la llamada Guerra Cristera.
- 1933: en Alemania, el líder nazi austríaco Adolf Hitler prohíbe todos los partidos no nazis.
- 1942: en la Segunda Guerra Mundial, Tobruk cae en manos de las fuerzas italianas y alemanas, los alemanes derrotan a los ingleses en la batalla de Gazala
- 1942: en Fort Stevens ―en el marco de la Segunda Guerra Mundial―, un submarino japonés navega por el río Columbia (en Oregón), disparando 17 torpedos en uno de los pocos ataques japoneses en territorio estadounidense.
- 1942: en Tirat Tsvi (Distrito Norte) se registra la temperatura más alta en la Historia de Israel (y la de todo el continente asiático): 53,9 °C (129 °F).
- 1945: en la Segunda Guerra Mundial (1939-1945), termina la batalla de Okinawa.
- 1948: Apareció por primera vez uno de los formatos que revolucionaría el mundo discográfico: el LP o "Long Play", un disco de acetato de vinilita (PVC) de 12 pulgadas (30,5 centímetros) y con peso de 90 gramos, que reproduce los sonidos grabados a una velocidad de 33,3 revoluciones por minuto.[3]
- 1956: en el atolón Enewetak, Estados Unidos detona la bomba atómica Inca (nombre de la etnia del mayor imperio precolombino), de 15,2 kilotones. Es la bomba n.º 81 de las 1132 que Estados Unidos detonó entre 1945 y 1992.
- 1957: a la ciudad de Córdoba (Argentina) arriban los primeros monomotores Beechcraft B-45 Mentor que se convertirán en los aviones de instrucción primaria de las siguientes cinco décadas en la Fuerza Aérea Argentina. Se trasladan en vuelo ferry, por el océano Pacífico, desde Wichita (estado de Kansas) hasta la Escuela de Aviación Militar, cerca de la ciudad de Córdoba. Llegan en vuelo 19 ejemplares, y 75 se construyen bajo licencia en los talleres de DINFIA (Dirección Nacional de Fabricaciones e Investigaciones Aeronáuticas).
- 1962: en Buenos Aires (Argentina), el grupo neonazi Tacuara secuestra a la estudiante secundaria argentina judía Graciela Narcisa Sirota (19) en plena vía pública y la torturan (con cigarrillos le quemaron varias esvásticas en el cuerpo). Según sus captores, se trató de una venganza por el secuestro de Adolf Eichmann el 11 de mayo de 1960. El 28 de junio, la comunidad judía realizó una huelga de comerciantes en repudio a este acto antisemita.
- 1963: en la Ciudad del Vaticano, el cónclave de cardenales elige a Giovanni Montini como papa. Este adopta el nombre de Pablo VI.
- 1964: en el condado de Neshoba (estado de Misisipi), miembros del Ku Klux Klan asesinan a tres activistas negros de los derechos civiles: Andrew Goodman, James Chaney y Mickey Schwerner.
- 1968: en Río de Janeiro (Brasil) se produce una manifestación estudiantil fuertemente reprimida por las fuerzas policiales, en lo que se conoció como Viernes sangriento.
- 1970: en el circuito de Zandvoort fallece el piloto de automovilismo Piers Courage durante el Gran Premio de los Países Bajos.
- 1977: en Israel, Menájem Beguín se convierte en primer ministro.
- 1978: en Rosario (Argentina), durante la Copa Mundial de Fútbol de 1978, la selección argentina vence por 6-0 a la selección peruana en un polémico partido, y logra su pase a la final del torneo.
- 1982: en los Estados Unidos, John Hinckley, Jr. es declarado no culpable por motivo incapacidad mental por el intento de asesinato del presidente Ronald Reagan.
- 1990: en Irán, un violento terremoto de 7,6 grados sacude todo el país, dejando más de 100 000 muertos y 367 000 heridos.
- 1991 se lanza el videojuego Sonic the Hedgehog en el mercado occidental.
- 1994: Diego Armando Maradona convierte su último gol con la selección argentina de fútbol en un partido contra Grecia en la Copa Mundial de la FIFA.
- 2000: el Club Atlético Boca Juniors gana su tercera Copa Libertadores de América luego de vencer en penales al Palmeiras (de Brasil) en la final.
- 2002: la Organización Mundial de la Salud declara a Europa zona libre de poliomielitis.
- 1994: Diego Armando Maradona convierte su último gol con la selección argentina de fútbol en un partido contra Grecia en la Copa Mundial de la FIFA
- 2000: el Club Atlético Boca Juniors gana su tercera Copa Libertadores de América luego de vencer en penales al Palmeiras de Brasil en la final.* 2002: se estrena la película estadounidense Lilo & Stitch.
- 2004: en Estados Unidos, SpaceShipOne se convierte en el primer cohete espacial de origen privado.
- 2006: se descubren dos nuevas lunas de Plutón, que serán bautizadas como Nix e Hydra.
- 2025: el Real Oviedo logra el ascenso a la primera división de España tras vencer en los Play-off .

## Nacimientos
- 1002: León IX, religioso católico germánico, Papa entre 1049 y 1054 (f. 1054).
- 1528: María de Austria y Portugal, aristócrata española (f. 1603).
- 1538: Luis de Fuentes y Vargas, explorador y militar español (f. 1598).
- 1588: George Wither, escritor británico (f. 1667).
- 1640: Abraham Mignon, pintor neerlandés (f. 1679).
- 1651: Guillermo VII de Hesse-Kassel, aristócrata alemán (f. 1670).
- 1730: Motōri Norinaga, escritor japonés (f. 1801).
- 1732: Johann Christoph Friedrich Bach, músico alemán, hijo de Johann Sebastian Bach (f. 1795).
- 1763: Pierre-Paul Royer-Collard, político y filósofo francés (f. 1845).
- 1766: Emmanuel de Las Cases, historiador francés (f. 1842).
- 1774: Daniel D. Tompkins, político estadounidense (f. 1825).
- 1781: Siméon Denis Poisson, físico y matemático francés (f. 1840).
- 1788: Augusta de Baviera, aristócrata alemana (f. 1851).
- 1792: Ferdinand Christian Baur, historiador alemán (f. 1860).
- 1809: Santiago Derqui, político y presidente argentino (f. 1867).
- 1810: Manuel Payno, escritor mexicano (f. 1894).
- 1811: Carlo Matteucci, físico italiano (f. 1868).
- 1816: Luis G. Inclán, novelista mexicano (f. 1875).
- 1818: Ernesto II de Sajonia, aristócrata alemán (f. 1893).
- 1823: Jean Chacornac, astrónomo francés (f. 1873).
- 1827: Vincenzo Cabianca, pintor italiano (f. 1902).
- 1831: Luis de Baviera, aristócrata alemán (f. 1920).
- 1839: Joaquim Machado de Assis, escritor brasileño (f. 1908).
- 1850: Enrico Cecchetti, coreógrafo italiano (f. 1928).
- 1850: María Isabel Manuel, aristócrata española (f. 1929).
- 1858: Medardo Rosso, escultor italiano (f. 1928).
- 1859: Henry Ossawa Tanner, pintor e ilustrador estadounidense (f. 1937).
- 1863: Max Wolf, astrónomo alemán (f. 1932).
- 1864: Heinrich Wölfflin, crítico e historiador de arte suizo (f. 1945).
- 1870: Julio Ruelas. pintor y grabador simbolista mexicano (f. 1907).
- 1870: Clara Immerwahr, química alemana (f. 1915)
- 1880: Arnold Gesell, psicólogo y pediatra estadounidense (f. 1961).
- 1882: Lluís Companys, político y abogado español (f. 1940).
- 1884: Claude Auchinleck, militar y general británico (f. 1981).
- 1887: Norman L. Bowen, geólogo canadiense (f. 1956).
- 1889: Ralph Craig, atleta estadounidense (f. 1972).
- 1889: Félix Hernández Giménez, arquitecto español (f. 1975).
- 1890: Lewis H. Brereton, militar estadounidense (f. 1967).
- 1891: Francisco L. Urquizo, militar, político, escritor e historiador mexicano (f. 1969).
- 1891: Hermann Scherchen, director de orquesta alemán (f. 1966).
- 1891: Pier Luigi Nervi, ingeniero italiano (f. 1979).
- 1892: Reinhold Niebuhr, teólogo y politólogo estadounidense (f. 1971).
- 1893: Luis Quintanilla Isasi, pintor español (f. 1978).
- 1894: Olinda Bozán, actriz argentina (f. 1977).
- 1898: Edmund Hirst, químico británico (f. 1975).
- 1899: Pavel Haas, compositor checo (f. 1944).
- 1902: Francisco García Lorca, poeta, profesor, diplomático y escritor español (f. 1973).
- 1903: Alf Sjöberg, director sueco de cine y de teatro (f. 1980).
- 1903: José María Yermo Solaegui, futbolista español (f. 1960).
- 1905: Jean-Paul Sartre, filósofo y escritor francés (f. 1980).
- 1912: Mary McCarthy, escritora estadounidense (f. 1989).
- 1914: William Vickrey, economista canadiense, Premio en Ciencias Económicas en memoria de Alfred Nobel en 1996 (f. 1996).
- 1916: José D'Elía, sindicalista y político uruguayo (f. 2007).
- 1918: María Luisa Ponte, actriz española (f. 1996).
- 1918: Josephine Webb, ingeniera eléctrica estadounidense.
- 1919: Nelson Gonçalves, músico brasileño f. 1998).
- 1919: Paolo Soleri, arquitecto estadounidense (f. 2013).
- 1921: Judy Holliday, actriz estadounidense (f. 1965).
- 1921: Jane Russell, actriz estadounidense (f. 2011).
- 1924: Jean Laplanche, filósofo, médico y psicoanalista francés (f. 2012).
- 1924: Marga López, actriz mexicana (f. 2005).
- 1925: Luis Adolfo Siles Salinas, político boliviano, presidente de Bolivia en 1969 (f. 2005).
- 1925: Giovanni Spadolini, político italiano f. 1994).
- 1925: Maureen Stapleton, actriz estadounidense (f. 2006).
- 1925: Stanley Moss, poeta y comerciante de arte estadounidense.

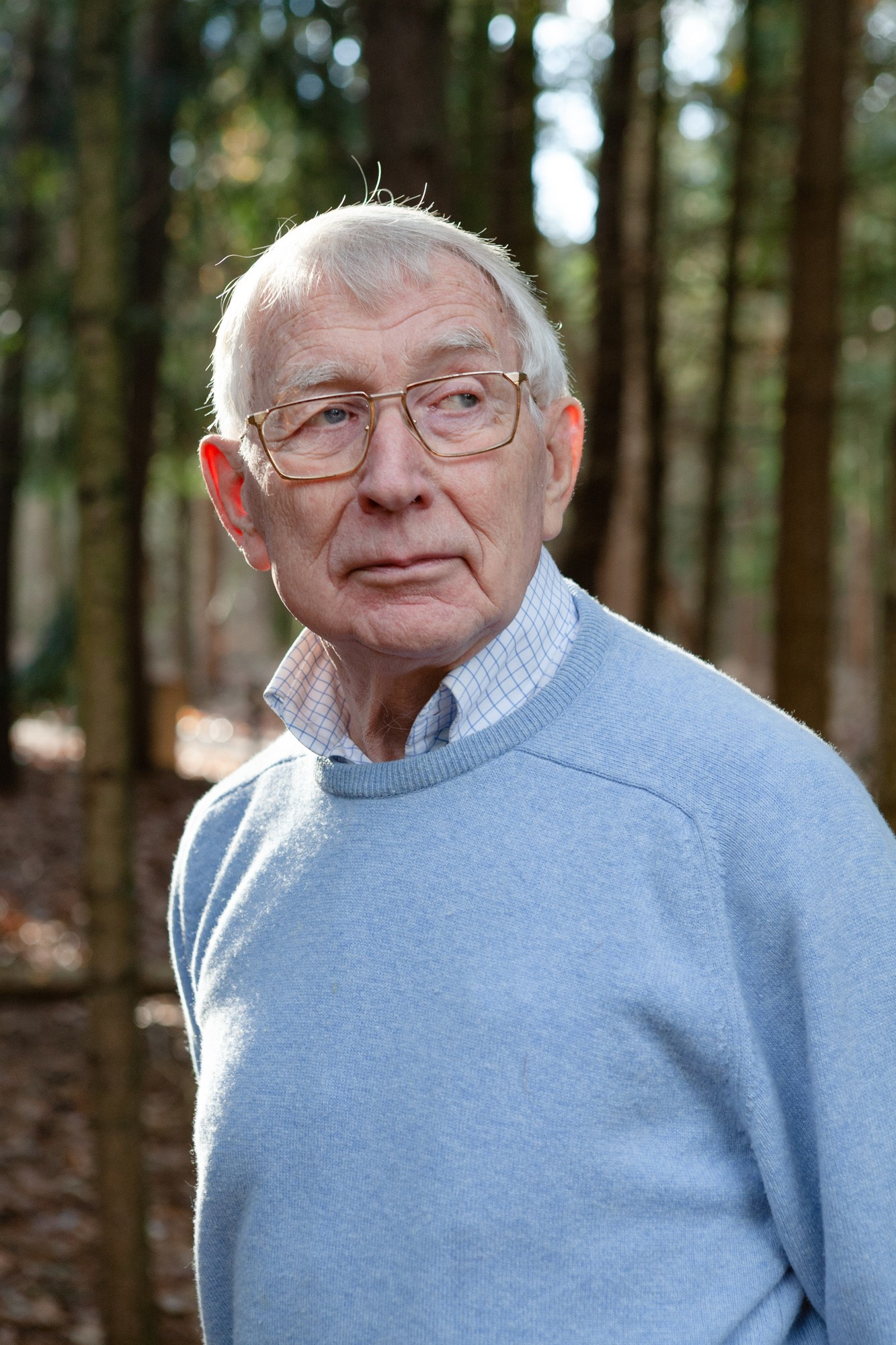
Lou Ottens.

- 1926: Lou Ottens, ingeniero e inventor neerlandés (f. 2021).
- 1927: José Antonio Méndez, compositor cubano (f. 1989).
- 1928: Salvador Aldana Fernández, historiador de arte y escritor español (f. 2020).
- 1928: Per Lillo-Stenberg, actor noruego (f. 2014).
- 1929: Abdel Halim Hafez, actor y cantante egipcio (f. 1977).
- 1932: Lalo Schifrin, pianista y compositor argentino.
- 1933: Luis "Checho" González, folclorista, compositor y cantautor chileno (f. 2022).
- 1933: Bernie Kopell, actor norteamericano, actor estadounidense, el "Doc" de la serie  "The love boat".
- 1935: Françoise Sagan, escritora francesa (f. 2004).
- 1938: Ron Ely, actor estadounidense.
- 1939: Charles Jencks, arquitecto paisajista e historiador de la arquitectura estadounidense (f. 2019).
- 1939: Rubén Berríos, político puertorriqueño.
- 1940: Michael Ruse, filósofo canadiense.
- 1940: Miguel Loayza, futbolista peruano (f. 2017).
- 1941: Cecil Gordon, piloto estadounidense de carreras (f. 2012).
- 1942: Henry S. Taylor, escritor estadounidense.
- 1943: Salomé (María Rosa Marco Poquet), cantante española.
- 1944: Ray Davies, músico británico, de la banda The Kinks.
- 1944: Tony Scott, cineasta británico (f. 2012).
- 1944: Corinna Tsopei, modelo griega.
- 1945: Adam Zagajewski, poeta, novelista y ensayista polaco (f. 2021).
- 1947: Fernando Savater, escritor y filósofo español.
- 1947: Meredith Baxter, actriz estadounidense.
- 1947: Michael Gross, actor norteamericano.
- 1947: Shirin Ebadi, abogada y activista iraní, Premio Nobel de la Paz en 2003.
- 1948: Ian McEwan, novelista británico.
- 1948: Andrzej Sapkowski, escritor polaco.
- 1948: Rita Fernández Padilla, compositora colombiana.
- 1950: Anne Carson, poetisa canadiense.
- 1950: Joey Kramer, baterista estadounidense, de la banda Aerosmith.
- 1950: John Paul Young, cantante australiano de origen escocés.
- 1951: Nils Lofgren, músico estadounidense.
- 1952: Luis "El Terror" Días, músico dominicano (f. 2009).
- 1953: Benazir Bhutto, política pakistaní, Primera ministra de Pakistán entre 1988 y 1990 y entre 1993 y 1996 (f. 2007).
- 1953: Michael Bowen, actor estadounidense.
- 1954: José Diego Álvarez, futbolista español.
- 1954: Robert Menasse, escritor austriaco.
- 1954: Augustus Pablo, músico jamaicano (f. 1999).
- 1955: Michel Platini, futbolista francés.
- 1955: Germán Yanke, periodista español (f. 2017).
- 1955: Nikolina Shtereva, atleta búlgara.
- 1956: Luis Rafael Herrera Estrella, ingeniero bioquímico mexicano.
- 1957:Luis Antonio Tagle, cardenal filipino.
- 1958: Víctor Montoya, escritor boliviano.
- 1958: Guennadi Pádalka, cosmonauta soviético.
- 1958: Jennifer Larmore, mezzo-soprano estadounidense.
- 1958: Jaime Urrutia, músico español, de la banda Gabinete Caligari.
- 1960: Analí Cabrera, vedette y actriz peruana (f. 2011).
- 1961: Rafael Catalá Polo, político y alto funcionario español.
- 1961: Manu Chao, músico francés, de la banda Mano Negra.
- 1961: Kip Winger, músico estadounidense.
- 1961: Joko Widodo, político indonesio, pobernador de Yakarta entre 2012 y 2014 y presidente de Indonesia entre 2014 y 2024.
- 1962: Víktor Tsoi, músico ruso (f. 1990).
- 1962: Aitor Esteban, abogado, jurista, profesor universitario y político español de ideología nacionalista vasca.
- 1962: Christopher Domínguez Michael, crítico literario mexicano.
- 1963: Gōshō Aoyama, dibujante japonés de manga.
- 1963: Dario Marianelli, compositor italiano.
- 1963: Guille Martín, guitarrista español (f. 2006), miembro de las bandas La Frontera y Los Rodríguez.
- 1964: Kevin Johansen, cantautor argentino.
- 1964: Sammi Davis, actriz británica.
- 1964: Doug Savant, actor estadounidense.
- 1965: Yang Liwei, astronauta chino.
- 1965: Lana Wachowski, cineasta estadounidense.
- 1965: Jorge Moragas, político español.
- 1966: Rey Ruiz, músico salsero cubano.
- 1966: Leticia Sabater, presentadora de televisión y actriz española.
- 1966: Luca Gelfi, ciclista italiano (f. 2009).
- 1967: Pierre Omidyar, millonario estadounidense de origen iraní.
- 1967: Carrie Preston, actriz estadounidense.
- 1967: Yingluck Shinawatra, política tailandesa, primera ministra de Tailandia entre 2011 y 2014.
- 1968: Nelson de la Rosa, actor dominicano (f. 2006).
- 1970: Pete Rock, rapero estadounidense.
- 1971: Faryd Mondragón, futbolista colombiano, de ascendencia libanesa.
- 1971: Anette Olzon, cantante sueca.
- 1972: Alon Hilu, escritor israelí
- 1973: Zuzana Čaputová, política eslovaca, presidenta de Eslovaquia entre 2019 y 2024.
- 1974: Craig Lowndes, piloto de automovilismo australiano.
- 1976: Pablo Benegas, guitarrista español, de la banda La Oreja de Van Gogh.
- 1976: Mike Einziger, músico estadounidense, de la banda Íncubus.
- 1978: Erica Durance, actriz canadiense.
- 1978: Cristiano Lupatelli, futbolista italiano.
- 1978: Anthony Towns, programador de ordenadores australiano.

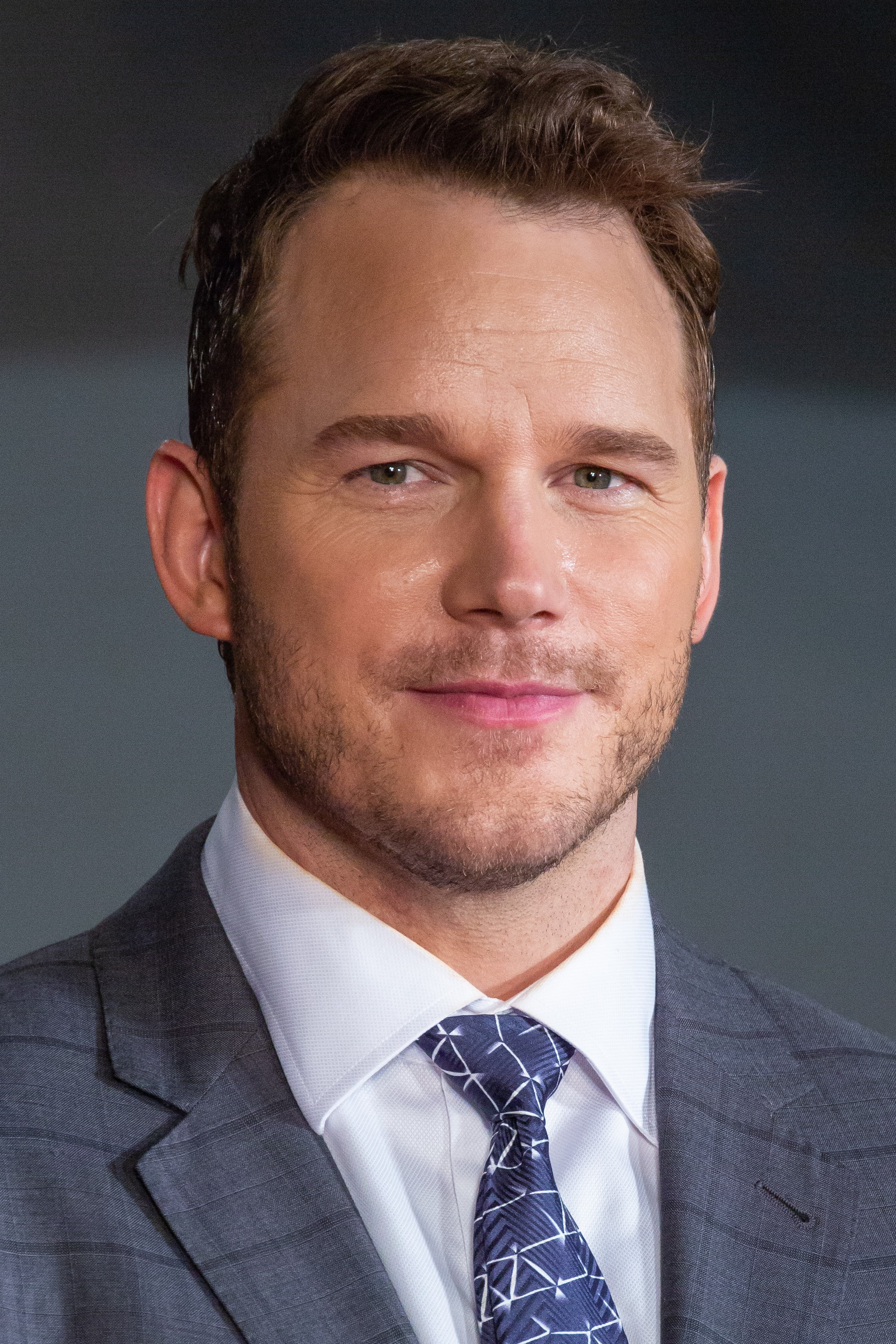
Chris Pratt.

- 1979: Chris Pratt, actor estadounidense.
- 1980: Silvina Luna, modelo, presentadora de televisión y actriz argentina (f. 2023).
- 1981: Brandon Flowers, cantante estadounidense, de la banda The Killers.
- 1982: Guillermo de Cambridge, aristócrata británico.

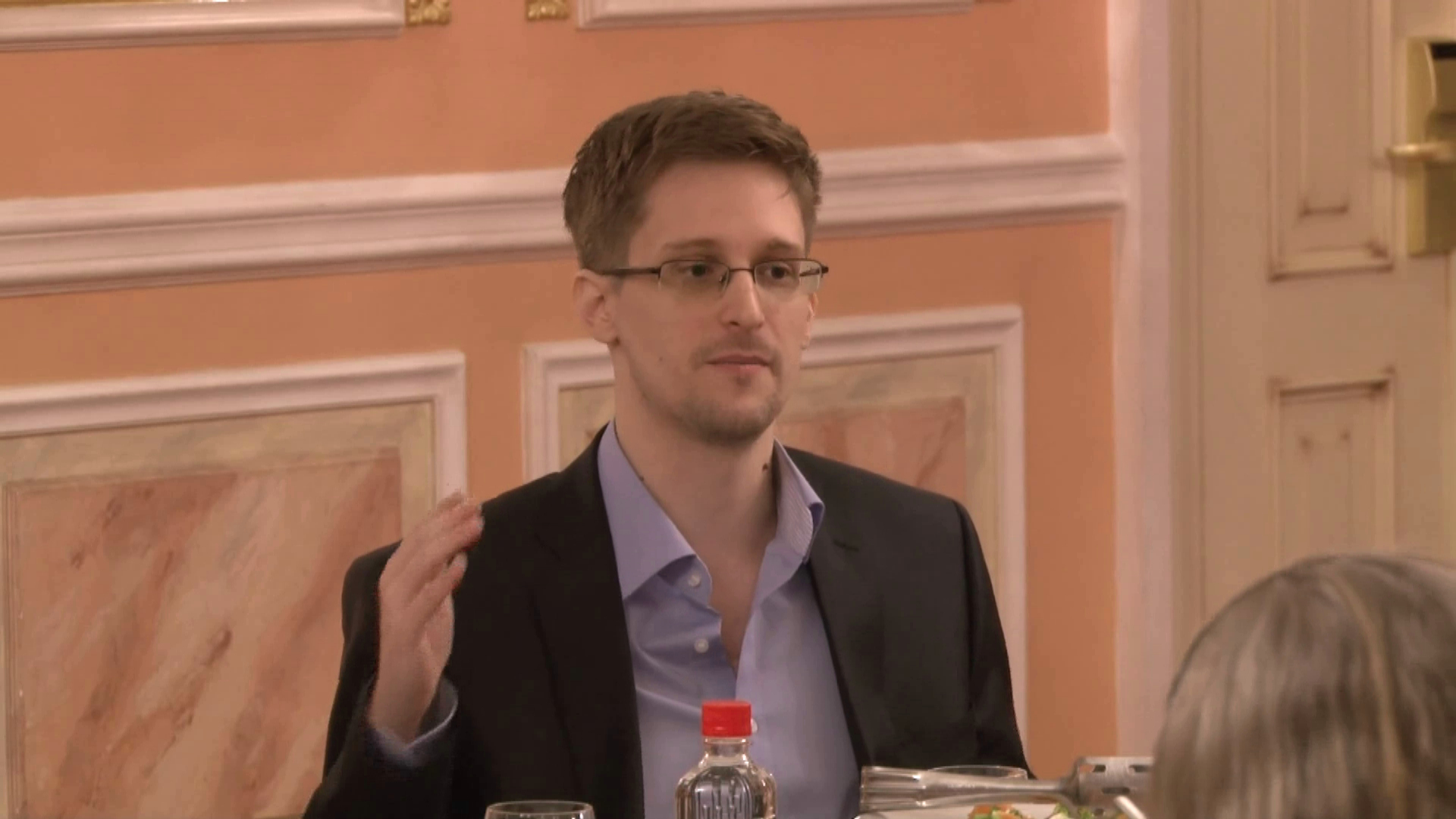
Edward Snowden

- 1983: Edward Snowden, consultor técnico estadounidense encarcelado por revelar crímenes de Estados Unidos.
- 1984: Franck Perera, piloto francés de automovilismo.
- 1985: Lana Del Rey, cantante estadounidense.
- 1986: Iani Verón, futbolista argentino.
- 1988: Isaac Vorsah, futbolista ghanés.
- 1989: Nathalie Quezada, futbolista chilena.
- 1990: Gretchen G, cantante venezolana (f. 2018).
- 1991: Gaël Kakuta, futbolista francés.
- 1991: Ricky van Haaren, futbolista neerlandés.
- 1992: Max Schneider, modelo, bailarín, cantante, actor y compositor estadounidense.
- 1993: Erik Janža, futbolista esloveno.
- 1996: Marco Supino, futbolista italiano.
- 1996: Andrei Radu, futbolista rumano.
- 1996: Makoto Kawanishi, futbolista japonés.
- 1996: Ryoma Ishida, futbolista japonés.
- 1996: Daiki Enomoto, futbolista japonés.
- 1996: Annalisa Cochrane, actriz estadounidense.
- 1996: Alfredo Morelos, futbolista colombiano.
- 1996: Zach Thomas, baloncestista estadounidense.
- 1997: Rebecca Black, cantante estadounidense.
- 1998: Michell Ramos, futbolista colombiano.
- 1998: Olim Qurbonov, nadador tayiko.
- 1998: Gerben Thijssen, ciclista belga.
- 1998: Yugo Tatsuta, futbolista japonés.
- 1998: Isabel Atkin, esquiadora acrobática británica.
- 1999: Natalie Alyn Lind, actriz estadounidense.
- 1999: Téo Andant, atleta francés.
- 1999: Milad Karimi, gimnasta artístico kazajo.
- 2000: Kamil Piątkowski, futbolista polaco.
- 2000: Iker Kortajarena, futbolista español.
- 2000: Lusia Steele, ciclista británica.
- 2000: Zhou Zhen-nan, rapero, cantante y bailarín chino.
- 2000: Nikola Sibiak, ciclista polaca.
- 2000: Jeremy Márquez, futbolista mexicano.
- 2000: Valentin Gendrey, futbolista francés.
- 2000: Valentina Buzzurro, actriz italiana.
- 2000: Cristina Castagna, remera estadounidense.
- 2001: Dmitri Prischepa, futbolista bielorruso.

## Fallecimientos
- 223: Liu Bei, emperador chino (n. 161).
- 1040: Fulco III de Anjou, noble y militar francés (n. 972).
- 1205: Enrico Dandolo, político veneciano (n. 1107).
- 1208: Felipe de Suabia, duque suabo (n. 1177).
- 1305: Wenceslao II de Bohemia, rey polaco (n. 1271).
- 1377: Eduardo III, rey inglés (n. 1312).
- 1527: Nicolás Maquiavelo, filósofo italiano (n. 1469).
- 1529: John Skelton, poeta inglés (n. 1460).
- 1547: Sebastiano del Piombo, pintor italiano (n. 1485).
- 1582: Nobunaga Oda, daimyo japonés (n. 1534).
- 1586: Martín de Azpilicueta, intelectual español (n. 1492).
- 1591: Luis Gonzaga, santo italiano (n. 1568).
- 1652: Íñigo Jones, arquitecto inglés (n. 1573).
- 1741: Joseph-Hector Fiocco, compositor y violinista belga (n. 1703).
- 1762 (o el 19 de junio): Johann Ernst Eberlin, compositor y organista alemán (n. 1702).
- 1773: Jorge Juan, ingeniero naval y científico español (n. 1713).
- 1793: Luis de Unzaga y Amézaga, gobernador ilustrado español-estadounidense (n. 1717).
- 1827: José Joaquín Fernández de Lizardi, escritor mexicano (n. 1776).
- 1828: Leandro Fernández de Moratín, dramaturgo español (n. 1760).
- 1868: Sarath Mather, inventora del periscopio (n. 1796).
- 1874: Anders Jonas Ångström, fisiólogo sueco (n. 1814).
- 1876: Antonio López de Santa Anna, político mexicano (n. 1795).
- 1893: Leland Stanford, político estadounidense (n. 1824).
- 1898: Manuel Tamayo y Baus, escritor español (n. 1829).
- 1905: Juan Lindolfo Cuestas, político uruguayo (n. 1837).
- 1908: Nikolái Rimski-Kórsakov, compositor ruso (n. 1844).
- 1908: Benedict Friedlaender, sexólogo y activista alemán (n. 1866).
- 1914: Bertha von Suttner, pacifista y escritora austríaca, premio nobel de la paz en 1905 (n. 1843).
- 1918: Edward Abramowski, filósofo anarquista polaco (n. 1868).
- 1929: Leonard Trelawny Hobhouse, político y sociólogo, teórico del nuevo liberalismo (n. 1864).
- 1936: Atilio Malinverno, pintor argentino (n. 1890).
- 1940: Smedley Butler, general estadounidense (n. 1881).
- 1942: Agustín Remiro, anarcosindicalista español (n. 1904).
- 1943: Elise Richter, filóloga y catedrática austriaca asesinada por los nazis (f. 1865).
- 1951: Charles Dillon Perrine, astrónomo estadounidense (n. 1867).
- 1957: Johannes Stark, físico alemán, premio nobel en 1919 (n. 1874).
- 1962: Jorge Gaitán Durán, fue un poeta y crítico colombiano, fundador de la revista Mito e integrante de los Cuadernícolas. (n. 1924).
- 1964: Michael Schwerner, activista de los derechos civiles estadounidense (n. 1939).
- 1967: Luis Arata, actor argentino (n. 1895).
- 1967: Antonio Bertola, ciclista italiano (n. 1914).
- 1969: Maureen Connolly, tenista estadounidense (n. 1934).
- 1970: Lev Kassil, escritor ruso (n. 1905).
- 1970: Sukarno, presidente indonesio (n. 1901).
- 1970: Piers Courage, piloto británico de automovilismo (n. 1942).
- 1976: Margaret Herrick, cineasta estadounidense (n. 1902).
- 1980: Bert Kaempfert, compositor alemán (n. 1923).
- 1985: Tage Erlander, primer ministro sueco (n. 1901).
- 1988: Pedrito Rico, cantante español (n. 1932).
- 1992: Joan Fuster, escritor español (n. 1922).
- 1997: Fidel Velázquez Sánchez, líder sindical mexicano (n. 1900).
- 2000: Alan Hovhaness, compositor estadounidense (n. 1911).
- 2001: John Lee Hooker, cantante y guitarrista de blues estadounidense (n. 1912).
- 2001: Carroll O'Connor, actor estadounidense (n. 1924).
- 2003: León Uris, escritor estadounidense (n. 1924).
- 2004: Leonel Brizola, político brasileño (n. 1922).
- 2005: Jaime Sin, cardenal filipino (n. 1928).
- 2005: Carlos Guillermo Suárez Mason (81), militar («general»), delincuente y genocida argentino (n. 1924), muerto en prisión.
- 2006: Márgara Alonso, actriz argentina (n. 1928).
- 2008: Adalberto Almeida, arzobispo mexicano (n. 1916).
- 2008: George Carlin, comediante y militante ateo estadounidense (n. 1937).
- 2009: Julio Valdeón Baruque, historiador español (n. 1936).
- 2011: Analí Cabrera, vedette y actriz peruana (n. 1960).
- 2015: Veijo Meri, escritor finlandés (n. 1928).
- 2015: Gunther Schuller compositor y músico estadounidense (n. 1925).
- 2019: Dimitris Jristofias, político chipriota (n. 1946), presidente de Chipre entre 2008 y 2013.
- 2020: Bernardino Piñera, médico y sacerdote chileno (n. 1915).

## Celebraciones
- Día Internacional de la Celebración del Solsticio.
- Día Internacional del Yoga.
- Día Internacional de la Educación No Sexista.
- Día Internacional de la Aniridia.
- Día Internacional de SYNGAP.
- Día Mundial contra la Esclerosis Lateral Amiotrófica (ELA).[4]
- Día Mundial de la Hidrografía.
- Día Mundial de la Jirafa.
- Día Mundial del Selfie.
- Día Mundial de llevar al Perro al Trabajo.
- Fiesta de la Música.[5]
- Día Go Skateboarding (de skate, patineta).
- Día del Sol.

Por países
(Por orden alfabético)
- Argentina:
  - Día de los Liceos Militares.[6]
  - Día de la Confraternidad Antártica.[7]
  - Día Nacional del Apicultor. Se celebra para promover la actividad que no solo produce miel, sino también cera, polen, propóleos y jalea real.
    -  Misiones: 
      - Fiestas patronales de Capioví, en honor a San Luis Gonzaga, Patrono de la juventud cristiana. Los primeros pobladores de Capioví lo eligieron como Santo Patrono, y en honor a él erigieron la primera capilla del pueblo en 1926, en las proximidades de la iglesia actual.[8]

- Bolivia:
  - Año nuevo aymara (Feriado Nacional).[9]

- Chile: 
  - Día Nacional del Cine.[10]
  - Día Nacional de los Pueblos Indígenas.[11]

- Dinamarca: 
  - Día Nacional de Groenlandia.

Compartidas
- Unión Europea: 
  - Día Europeo de la Música.

- Naciones Unidas:
  - Día de la Ancianidad.[12]El 21 de junio de 1982 la ONU celebró la primera Asamblea Internacional dedicada al envejecimiento. En este día se piensa en todos los abuelos, aquellos que nos acompañan y nos dan su amor incondicional.

### Santoral católico
- san Luis Gonzaga, religioso (1591).
- san Meveno de Gaël, abad (s. VI).
- san Leufredo de Evreux, abad (738).
- san Radulfo de Bourges, obispo (866).
- san Raimundo de Huesca, obispo (1126).
- beato Tomás Corsini, religioso (1343).
- san Juan Rigby, mártir (1600).
- beato Jacobo Morelle Dupas, presbítero y mártir (1794).
- san José Isabel Flores, presbítero y mártir (1927).
- santa Marisa Varela.